# 富士メガネ
株式会社富士メガネ（ふじメガネ）は、北海道札幌市中央区に本店を置き、北海道・青森県・関東地方（東京都・神奈川県・千葉県・栃木県）で65店舗を展開するメガネと補聴器の専門店である。

## 概要
1939年（昭和14年）10月18日、樺太豊原市にて金井武雄によって創業。店名の富士には「富士山のように永遠に力強く富貴な名前としたい」といった思いが込められた。金井は簡単な修理は無償で行うなど、サービス重視の営業スタイルで顧客を増やしていく。また、金井は東京方面での業界関係者の研究会等にも積極的に参加するなど、最新の知識の導入にも熱心であった。視力検査やフィッティングなどの重要性を早くから認識していた金井の先見性は、現在の技術重視の同店の経営理念にも受け継がれている。戦後、札幌狸小路4丁目に移り、再出発した。
現在、創業者の息子である金井昭雄が会長・社長を兼任している。金井昭雄は、1972年（昭和47年）にアメリカ・カリフォルニア州のドクター・オブ・オプトメトリーのライセンスを取得している。
社員の半数以上の279名が社団法人日本眼鏡技術者協会認定の認定眼鏡士の資格を持つ。メガネ専門店のボランタリーチェーン・AJOCに参加している。
1983年（昭和58年）からは海外難民視力支援活動を開始。30年以上にわたり国連難民高等弁務官事務所（UNHCR）との協力関係により継続している。2006年（平成18年）には長年の活動が評価され、金井昭雄が日本人として初めて「UNHCRナンセン難民賞」を受賞した。

## 沿革
- 1939年（昭和14年）10月 - 樺太・豊原市において創業者・金井武雄が富士眼鏡商会を創立。
- 1946年（昭和21年）1月 - 札幌・狸小路にて営業再開。
- 1950年（昭和25年）4月 - 株式会社富士眼鏡店として法人化[6]。
- 1958年（昭和33年）4月 - 名古屋市菊池眼鏡院など7店舗でボランタリーチェーンAJOC（オールジャパンメガネチェーン、アジョック）を組織、その主力メンバーとなる[7]。
- 1967年（昭和42年）
  - 4月20日 - 2号店「札幌駅前店」（現・グランドホテル前店）開業[8]。
  - 11月 - 札幌市外への進出として旭川店・青森店開業[9]。
- 1970年5月 - 株式会社メガネの富士に改称[10]。
- 1972年（昭和47年）6月 - アメリカ「サザン・カリフォルニア・カレッジ・オブ・オプトメトリー（SCCO）」※現 マーシャル・B・ケッチャム・ユニバーシティに留学していた金井昭雄がドクター・オブ・オプトメトリーのライセンスを取得。
- 1976年（昭和51年）7月 - 東京・大手町ビル1階に東京大手町ビル店開店。
- 1982年（昭和57年）4月 - 「株式会社富士メガネ」に改称[11]。
- 1983年（昭和58年）9月 - 第1回タイ・インドシナ難民視力支援活動（以後第11回まで継続）。
- 1984年（昭和59年）4月 - 外務大臣より感謝状が贈られる。
- 1987年（昭和62年）
  - 3月 - 第1回中国残留日本人孤児眼鏡寄贈活動（継続中）。
  - 11月 - 各店にコンピュータ端末を設置し、全店オンライン化。
- 1988年（昭和63年） 9月 - 富士メガネグランドホテル前ビル竣工（地下1階・地上6階・延222坪）。
- 1992年（平成4年） 7月 - 外務大臣表彰受賞。
- 1994年（平成6年）10月 - 第1回（通算第12回）ネパール・ブータン難民視力支援活動（以後第8回まで継続）。
- 1995年（平成7年） 6月 - 厚生大臣より感謝状が贈られる。
- 1996年（平成8年） 
  - 1月 - 札幌商工会議所・産業経済栄誉章が贈られる。
  - 6月 -　中国・北京に姉妹店舗「北京富士光学眼鏡有限公司」を設立[12]。
- 1997年（平成9年）
  - 4月 - WCO総会で「International Optometrist of the Year Award」受賞。
  - 9月 - 第1回（通算第15回）アルメニア・アゼルバイジャン系難民・国内避難民視力支援活動（以後第3回まで継続）。
  - 10月 - SCCO1997「Distinguished Alumnus of the Year Award（最優秀同窓生賞）」受賞。
- 1998年（平成10年）12月 - UNHCR（国連難民高等弁務官事務所）より感謝状が贈られる。
- 2000年（平成12年）3月 - 外務大臣より感謝状が贈られる。
- 2003年9月1日　富士光産を合併[13]
- 2004年（平成16年）
  - 6月 - UNHCRハイコミッショナーより20年のパートナーシップ記念の楯が贈られる。
  - 10月 - 第1回「朝日企業市民賞」受賞。
  - 11月 - 富士メガネ総合情報システム（FTIS）スタート。
- 2005年（平成17年）5月 - 第1回（通算第23回）アゼルバイジャン・周辺国からの難民・国内避難民視力支援活動（以後第10回まで継続中）。
- 2006年（平成18年）
  - 4月 - 金井昭雄が会長に就任（2007年（平成19年）より会長・社長兼任）
  - 10月 - 金井昭雄が日本人初のUNHCR「ナンセン難民賞」受賞。

- 2007年（平成19年）
  - 3月1日 - 子会社富士コンタクトレンズサービスを合併[14]。
  - 11月 - 第61回「北海道新聞文化賞（経済部門）」受賞。
- 2009年（平成21年）5月 - 金井昭雄が平成21年春の褒章において 緑綬褒章を受章。
- 2010年（平成22年）3月 - 眼鏡業界では初めてサービス産業生産性協議会より「ハイ・サービス日本300選」を受賞。
- 2013年（平成25年）
  - 2月 - 金井昭雄が第11回「渋沢栄一賞」を受賞。
  - 3月 - 金井昭雄が第9回「ヘルシー・ソサエティ賞」[ボランティア部門・国際]を受賞。
  - 月不明 UNHCRに対し10年間で100万米ドルの支援をすることを表明[15]
- 2013年（平成25年）3月 - 金井昭雄が第3回「日本でいちばん大切にしたい会社」大賞〔経済産業大臣賞〕を受賞。
- 2014年（平成26年）12月 - 金井昭雄が第46回「北海道功労賞」を受賞。

## 海外難民視力支援活動
1983年（昭和58年）より世界各地の難民や国内避難民にメガネを贈る活動をはじめた。それから32年、国連難民高等弁務官事務所（UNHCR）からの要請のもと現在まで継続されている。2022年4月現在、177,946組の新しいメガネと、32,920組の使用済みメガネを難民に寄贈している。
また、2007年（平成19年）にはUNHCR「ナンセン難民賞」の賞金を使用して、アゼルバイジャンの国内避難民居住区に井戸を完成。

### 視援隊
坂本龍馬の「海援隊」から命名した「視援隊」を編成し、社内からボランティアを募り、毎年難民キャンプを訪問して眼鏡寄贈活動を行っている。会長の金井が隊長となり、社員4～5名で編成される。社員は有給休暇を利用して自主的に参加。今までに165名が訪問している。

### 難民視力支援訪問地
タイ・インドシナ難民キャンプ 1983年（昭和58年）〜1993年（平成5年）
インドシナ紛争では1970年代後半から多くの難民が生まれ、タイの難民キャンプに保護された。視援隊は1983年（昭和58年）に、キャンプにメガネを持ち込み、視力の検査とケアに取り組んだ。難民からの反響が大きく、1984年（昭和59年）からは国連難民高等弁務官事務（UNHCR）の要請により活動を継続することとなった。
ネパール・ブータン難民キャンプ 1994年（平成6年）〜2007年（平成19年）
1994年（平成6年）、迫害によってブータンから逃れたネパール系の難民を支援するために、UNHCRの要請で始まった。2003年（平成15年）春には富士メガネの援助による眼科クリニックも完成。現地の住民や難民の視力ケアを担っている。
アルメニア・アゼルバイジャン系難民・国内避難民 1997年（平成9年）〜2004年（平成16年）
ソ連紛争後の混乱の中でアゼルバイジャンからアルメニアに入った難民に対して、1997年（平成9年）、UNHCRの要請を受けて実施。
アゼルバイジャン周辺国からの難民・国内避難民 2005年（平成17年）〜
1990年代初頭から続くアゼルバイジャンとアルメニアとの紛争によって故郷を追われた国内避難民や近隣国からの難民のために、2005年（平成17年）、UNHCRの要請で始まった。

## エピソード
松下幸之助
1964年（昭和39年） 、松下幸之助のメガネがいつも下がっていたので、創業者の金井武雄は面識がないにもかかわらず手紙を送付しメガネを直したいと申し入れる。翌年5月に幸之助は札幌の店舗を訪れた。メガネに対する深い思いを感じた幸之助から「世界一のメガネ屋さん」と評された。
三笠宮崇仁親王
1966年6月に来店し二焦点眼鏡とスポーツ用眼鏡を購入、その後金井武雄社長以下3名が皇居を訪問しアフターフォローの調整とともに会食を行った。
司馬遼太郎
1978年（昭和53年）、北海道札幌に滞在中の司馬遼太郎がメガネを置き忘れたために、富士メガネグランドホテル前店でメガネをあつらえた。その時の感想を『街道を行く』の中でこう評している。
「めがね屋というよりも、めがねに関する技術者の組織という感じがした。」
「検査部門は全部マスターしているという透き通った信頼感を感じました。」
麻生太郎
2007年（平成19年）麻生太郎が、外交フォーラム・イン・京都にて、「麻生外務大臣と語る120分-日本外交の新機軸」という講演の中で、富士メガネの金井昭雄の社会貢献活動に言及している。
「海外で、無償でメガネをあつらえる活動をされている、眼鏡屋の会長さんと社員の皆さん。各地で感謝されています。「うれし涙とともに記憶される日本人でありたい」そんな精神で「自由と繁栄の弧」づくりに向かってまいります。」

## オプトメトリストドクター
富士メガネには3名の 「ドクター・オブ・オプトメトリー」が所属している。
金井昭雄
- 1972年（昭和47年） サザン・カリフォルニア・カレッジ・オブ・オプトメトリー（SCCO）※現 マーシャル・B・ケッチャム・ユニバーシティ卒業  ドクター・オブ・オプトメトリーのカリフォルニア州ライセンスを取得。
- 1997年（平成9年）
  - WCO総会（World Council of Optometry）で「International Optometrist of the Year Award」受賞。
  - SCCO1997「Distinguished Alumnus of the Year Award（最優秀同窓生賞）」受賞。

金井宏将
- 2007年（平成19年） パシフィック大学オプトメトリー・スクール卒業。

金井邦容
- 2007年（平成19年） カリフォルニア大学バークレー校オプトメトリー・スクール卒業。

## CMに出演した有名人
- 佐藤のりゆき
- 立川清登
- 篠田正浩
- 羽田健太郎
- 春風亭昇太